# Nahusha
Nahusha (zonder angst) is een koning van de deva's in de Hindoeïstische mythologie, die een tijd de regering van Indra overnam. Hij kwam ten val en moest lange tijd als een sarpa (slang) op aarde leven. Zijn verhaal komt voor in het epos de Mahabharata.

## Familie en jeugd
Nahusha was de zoon van Ayu(s), de oudste zoon van Pururavas en Prabha, de dochter van Svarbhanu. Pururavas was de stamvader van de Chandravansa (het maanras), die over Prayaga heerste vanuit zijn hoofdstad Pratishthana. Nahusha huwde Viraja, de dochter van de Pitri's (voorvaderen) en had volgens verschillende Purana's zes tot zeven zonen. Zijn zoon Yayati zou evenwel de zoon zijn van Ashokasundari. Na zijn geboorte werd Nahusha ontvoerd door de Asura Hunda, die zijn onderdanen opdracht gaf het kind te doden. Zij gaven het kind echter aan Prajapati Vasishtha, die het de naam Nahusha gaf. Groot geworden doodde Nahusha de asura Hunda en volgde zijn vader Ayu op.

## Koningschap en val
Toen Indra, de koning van de deva's en heer van de drie werelden, afstand deed van zijn troon, nadat hij op slinkse wijze zowel Visvarupa als Vritra had verslagen, nam Nahusha zijn plaats in. Maar de macht steeg hem naar zijn hoofd en hij begeerde de achtergebleven echtgenote van Indra, Indrani (Sachi-devi). Zij zocht haar toevlucht bij Brihaspati, de leermeester van de goden. Nadat Nahusha bleef aandringen, vroeg zij eerst bedenktijd en daarna tijd om haar echtgenoot Indra te zoeken. Als zij hem niet zou vinden, zou ze met Nahusha trouwen. 
Ze vindt Indra, die zich zo klein als een atoom gemaakt had en zich verstopt had in de vezel van een stengel van een lotusplant die in het meer Manasarovar groeide. Samen maken ze een plan om Nahusha ten val te brengen. Indrani keert terug naar Nahusha en zegt dat ze akkoord gaat en dat hij zich in een palankijn door de rishi's naar haar woning moet laten dragen. In zijn ongeduld geeft Nahusha een van zijn dragers, Agastya een trap om harder te lopen. Agastya vervloekt daarop Nahusha, die voortaan als sarpa (slang) op aarde zal moeten leven tot de Pandava Yudhishthira hem van die vloek bevrijdt. Indra wordt weer koning van de goden. Als Nahusha in de gedaante van een slang Bhima aanvalt komt Yudhishthira zijn broer helpen en hoort dan van de vloek van Nahusha en bevrijdt hem daarvan.